# Shaft (film, 2019)
Pour les articles homonymes, voir Shaft.
Série
Shaft
(2000)
Pour plus de détails, voir Fiche technique et Distribution.
Shaft est un film américain réalisé par Tim Story, sorti en 2019. Il s'agit du cinquième film mettant en vedette le personnage de John Shaft créé par Ernest Tidyman.

## Synopsis
En 1989, le détective John Shaft II (fils du célèbre John Shaft) se fait attaquer à Harlem par des hommes du trafiquant Pierro « Gordito » Carrera, sous les yeux de sa compagne Maya Babanikos et de leur bébé, John « J. J. » Shaft Jr. Choquée par la violence, Maya décide d'élever cet enfant loin de cette violence. Durant des années, Shaft envoie des cadeaux à son fils mais père et fils n'ont plus aucun contact.
Trente ans plus tard, J. J., diplômé du MIT, travaille désormais comme informaticien en cybercrime pour le FBI. Un ami d'enfance de J. J. et ancien soldat, Karim, est retrouvé mort. La thèse officielle conclut à une overdose, mais J. J. sait que son ami avait arrêté la drogue. Il tente alors de comprendre ce qui est réellement arrivé à Karim. Désemparé, il décide de faire appel à son père,.

## Fiche technique
Sauf indication contraire, les informations mentionnées dans cette section peuvent être confirmées par la base de données cinématographiques IMDb,  présente dans la section « Liens externes ».
- Titre original : Shaft
- Titre provisoire : Son of Shaft
- Réalisation : Tim Story
- Scénario : Alex Barnow et Kenya Barris, d'après les personnages créés par Ernest Tidyman
- Direction artistique : Jeremy Woolsey
- Décors : Missy Parker
- Costumes : Olivia Miles
- Photographie : Larry Blanford
- Montage : Conrad Buff
- Musique : Christopher Lennertz
- Production : Kenya Barris et John Davis

Producteur délégué : Marc S. Fischer
- Sociétés de production : Davis Entertainment, Khalabo Ink Society et New Line Cinema
- Sociétés de distribution : Warner Bros. (États-Unis), Netflix (Monde)
- Budget : 30 millions de dollars[3]
- Pays d'origine :  États-Unis
- Langue originale : anglais
- Format : couleur
- Genre : comédie policière
- Durée : 111 minutes
- Dates de sortie[4] :
  -  États-Unis : 14 juin 2019
  -  Mondial : 28 juin 2019 (sur Netflix)

## Distribution
- Samuel L. Jackson (VF : Thierry Desroses) : John Shaft
- Jessie Usher (VF : Diouc Koma) : John « J. J. » Shaft Jr.
- Richard Roundtree (VF : Sylvain Lemarié) : John Shaft Sr.
- Regina Hall (VF : Vanessa Van-Geneugden) : Maya Babanikos
- Alexandra Shipp (VF : Aurélie Konaté) : Sasha Arias
- Matt Lauria (VF : Thomas Roditi) : le commandant Gary Cutworth
- Titus Welliver (VF : Jean-Louis Faure) : l'agent spécial Vietti
- Method Man (VF : Asto Montcho) : Freddie P
- Isaach de Bankolé (VF : Frantz Confiac) : Pierro « Gordito » Carrera
- Avan Jogia : Karim Hassan
- Lauren Vélez (VF : Maïk Darah) : Bennie Rodriguez
- Robbie Jones (VF : Mike Fédée) : le sergent Keith Williams
- Aaron Dominguez (VF : Stanislas Forlani) : le sergent d'état-major Eddie Dominguez
- Ian Casselberry (VF : Raphaël Cohen) : Manuel Orozco
- Almeera Jiwa (VF : Leslie Lipkins) : Anam
- Dominique MrsGiJane Williams : Une maitresse de John Shaft
- Tashiana Washington : Sugar

 Source et légende : version française (VF) sur RS Doublage et selon le carton de doublage .

## Production

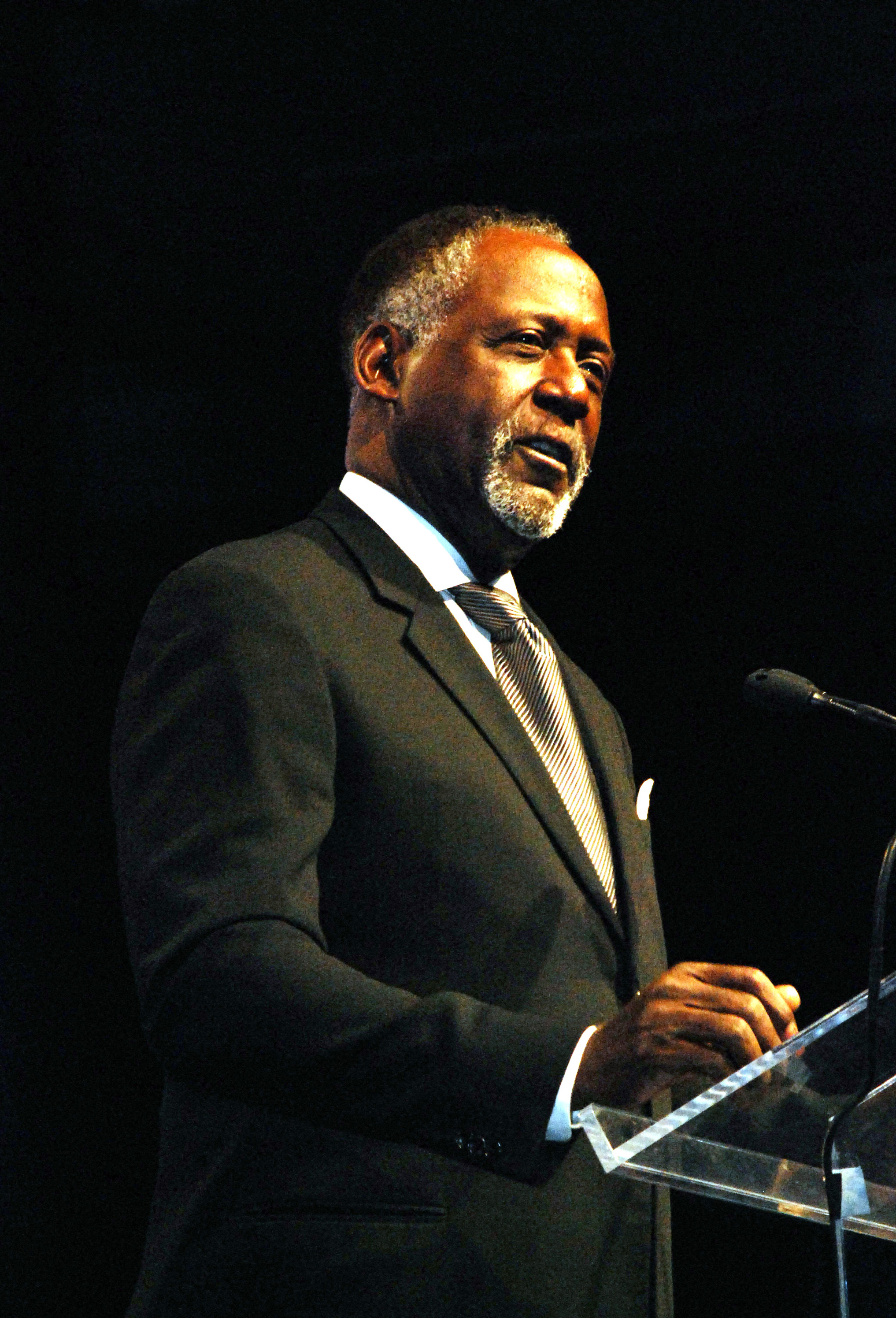
Richard Roundtree, interprète original de John Shaft

### Genèse et développement
En février 2015, il est annoncé que New Line Cinema a acquis les droits de la franchise Shaft d'après le personnage John Shaft. Le studio annonce sa collaboration avec le producteur John Davis sur le projet. En juillet 2015, Kenya Barris et Alex Barnow sont chargés d'en écrire le scénario. En janvier 2017, Tim Story obtient le poste de réalisateur. En août 2017, le titre du film Son of Shaft est annoncé.

### Attribution des rôles
En août 2017, Jessie Usher est choisi pour le rôle principal, celui du fils de l’inspecteur John Shaft, incarné à nouveau par Samuel L. Jackson, qui campait ce personnage déjà dans Shaft de John Singleton (2000). Richard Roundtree, interprète original de John Shaft à la télévision et au cinéma, est lui aussi présent. Alors que dans le quatrième opus, Richard Roundtree jouait le rôle de l'oncle de John Shaft (Samuel L. Jackson), on apprend dans ce dernier volet qu'il s'est fait passer pour son oncle pendant plusieurs années avant de lui révéler qu'il était en réalité son père. Dans une scène, John Shaft dit à son père : "Tu es un père merveilleux depuis que tu as arrêté de te faire passer pour mon oncle".
En novembre 2017, Alexandra Shipp est choisie comme premier rôle féminin. Le mois suivant, elle est rejointe par Regina Hall pour incarner une ancienne conquête du héros et la mère de son enfant.
En janvier 2018, le rappeur Method Man rejoint la distribution. Il retrouve Samuel L. Jackson, après 187 code meurtre (1997).

### Tournage
Le tournage a eu lieu en décembre 2017 à Atlanta. En février 2018, des photographies des « trois générations de Shaft » sont publiées, dont une sur le plateau en compagnie d'Isaac Hayes III, le fils du compositeur du Theme from Shaft de 1971, Isaac Hayes.

## Sortie
Quelques semaines après sa sortie en salles américaines, le film est disponible sur Netflix partout dans le monde.